# S-100 (шина данных)

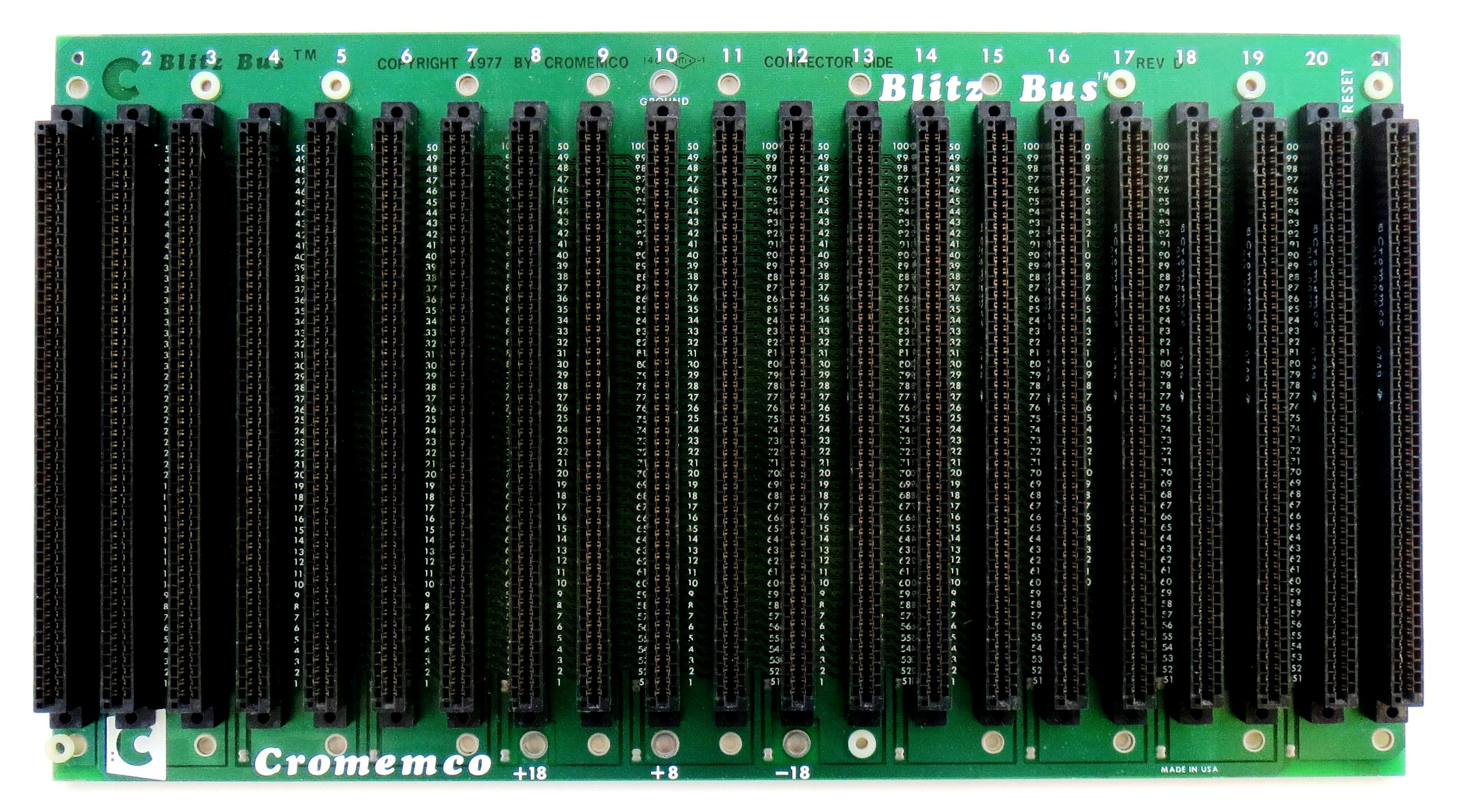
Разъёмы шины S-100 на материнской плате компании Cromemco

S-100 — универсальная компьютерная интерфейсная шина, спроектированная компанией MITS (Micro Instrumentation and Telemetry Systems) в 1974 году специально для Альтаир 8800, считающимся на сегодняшний день первым персональным компьютером. S-100 была первой интерфейсной шиной для микрокомпьютерной промышленности. Компьютеры с данной шиной состояли из процессора и карт расширений и были повторены многими производителями. Шина S-100 стала основой для создания собственных компьютеров и карт расширения самостоятельными энтузиастами (например, Homebrew Computer Club), что косвенно привело к микрокомпьютерной революции.

## Архитектура
По сути S-100 представляла разводку контактов процессора Intel 8080 в единую плату с унифицированными разъёмами, образуя слот расширения.
S-100 обеспечивала 16 линий данных (две однонаправленных 8-битовых шины), 16 линий адреса (двунаправленная 16-битная адресная шина; при этом максимальное адресное пространство составляло 64 Кбайт), 3 линии питания, 8 линий для прерываний и 39 управляющих линий.
Для питания подключаемых плат расширений на шине присутствовали нестабилизированные +8 V и ±18 V. Стабилизация напряжения предполагалась в самих платах расширения к +5 V (при использовании TTL-логики) и ±12 V (как правило, используемых в RS-232 линии, двигателями дисковода и др.).
Характеристики разъемов для подключения плат расширений:
- Размеры: 134 мм x 254 мм, 100 выводов
- Разъем: 50 выводов на каждой стороне платы
- Нерегулируемое напряжение питания: +8В, +16В.

В своё время шина S-100 была очень популярна и применялась для широкого диапазона периферийных плат, она входила в состав плат памяти, устройств последовательного и параллельного интерфейсов, плат контроллеров гибких магнитных дисков, видеоплат, плат музыкальных синтезаторов и т. д.
Эта шина использовалась для микропроцессоров Intel 8080, Zilog Z80, Motorola 6500 и Motorola 6800. Некоторые фирмы создали на базе S-100 свои стандарты подобной шины.
Одним из таких примеров может служить стандарт шины S-100/IEEE696, который разрабатывался в 1983 году. Полученная шина имела следующие характеристики:
- Дополнительные 8 разрядов адреса позволили адресовать до 16 Мбайт памяти (таким образом, всего получилось 24 линии адреса).
- Поддержка 16 — разрядных микропроцессоров путём добавления еще двух сигналов sixteen request (SXTRO, 58 линий) и sixteen acknowledge (SIXTN, 60 линий).
- Линия 12 была зарезервирована для сигнала немаскируемого прерывания (NMI).

### Особенности
Полная спецификация этой шины включает до 100 сигналов. Рабочая частота при этом достигает 10 МГц. Шина S-100 и её модификации нашли применение при разработках небольших промышленных приложений. Основными достоинствами этой шины являются низкая цена и поддержка шины большим числом промышленных разработчиков.
Для сравнения, у компьютеров IBM PC AT и IBM PC XT системная шина была предназначена для одновременной передачи только 8 разрядов данных, так как используемый в компьютерах микропроцессор i8088 имел 8 линий данных. Кроме этого, системная шина включала 20 адресных линий, которые ограничивали адресное пространство пределом в 1 Мбайт. Для работы с внешними устройствами в этой шине были предусмотрены также 4 линии аппаратных прерываний и 4 линии для требования внешними устройствами прямого доступа в память (DМА — Direct Memory Access). Для подключения плат расширения использовались специальные 62-контактные разъемы. Системная шина и микропроцессор синхронизировались от одного тактового генератора с частотой 4,77 МГц. Таким образом, теоретически скорость передачи данных могла достигать более 4,5 Мбайт/с.